# Nevada City
Nevada City es un pueblo (oficialmente, una ciudad) ubicado en el Estado de California (Estados Unidos). Es la sede del condado de Nevada. Sus primeros pobladores se establecieron en 1849.

## Demografía
Según el censo estadounidense de 2000, su población era de 3.001 habitantes. En el año 2006, se estimó una población de 3.013 habitantes, es decir, un aumento de 12 personas (0.4%).

## Geografía
De acuerdo con el United States Census Bureau tiene un área de 5,5 km², con un 100% de superficie terrestre (0,0 km² de superficie en agua). Nevada City se ubica aproximadamente a 690 metros sobre el nivel del mar.
- Datos: Q667268
- Multimedia: Nevada City, California / Q667268

1. ↑  Zip Data Maps, código ZIP n.º 95959.